# Peter Höglund (skådespelare)
Peter Höglund, ursprungligen Petrin Höglund, född 18 december 1909 i Malåträsk, Malå församling, Lappland, död 6 juni 1984 i Matteus församling i Stockholm, var en svensk skådespelare.
Peter Höglund är begravd på Skogskyrkogården i Malå.

## Filmografi
- 1932 – Landskamp
- 1935 – Under falsk flagg
- 1936 – Johan Ulfstjerna
- 1937 – Laila
- 1938 – Pengar från skyn
- 1939 – Cirkus
- 1939 – Folket på Högbogården
- 1939 – Gläd dig i din ungdom
- 1941 – Det sägs på stan
- 1942 – Halta Lottas krog
- 1942 – Man glömmer ingenting
- 1943 – I mörkaste Småland
- 1944 – Hemsöborna
- 1944 – Vi på Vallberga
- 1945 – I som här inträden
- 1945 – Skådetennis
- 1948 – Lappblod
- 1963 – Den gula bilen
- 1973 – Smutsiga fingrar

## Teater

### Roller
| År   | Roll          | Produktion             | Regi       | Teater         |
| ---- | ------------- | ---------------------- | ---------- | -------------- |
| 1932 | En lösdrivare | Urspårad Karl Schlüter | Svend Gade | Blancheteatern |